# ندای عشق تورا-سان
ندای عشق تورا-سان (انگلیسی: Tora-san's Love Call) یک فیلم کمدی ژاپنی محصول ۱۹۷۱ به کارگردانی یوجی یامادا است. این فیلم هشتمین فیلم از مجموعه محبوب و طولانی‌مدت اوتوکو وا تسورای یو است. کیوشی آتسومی در نقش «توراجیرو کوروما» (تورا-سان) و «جونکو ایکه‌اوچی» در این فیلم به عنوان «علاقه عشقی توراسان» («مدونا») با نام «تاکاکو» ظاهر می‌شود.

## بازخورد
یوجی یامادا برای کارش در فیلم شکست عشقی تورا-سان و همچنین تورا-سان، نیکوکار خوب و اثر بعدی ندای عشق تورا-سان در مجموعه اوتوکو وا تسورای یو (همه ۱۹۷۱) بهترین کارگردانی را کسب کرد. جایزه فیلم ماینیچی با ماساهیرو شینودا را کسب کرد. سایت آلمانی زبان molodezhnaja به این قسمت سه و نیم ستاره از پنج ستاره می‌دهد.